# Palaiomoiri (Koloni)
Palaiomoiri (Koloni)  este un oraș în Grecia în Prefectura Arcadia.